# Мумійо

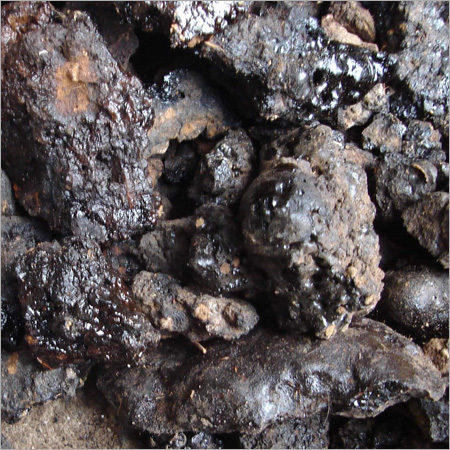
Муміє, зібране в Гімалаях.

Муміє́, мумійо́ — природний продукт, органо-мінеральна речовина достеменно не встановленого походження. Має довгу історію використання в альтернативній медицині, здавна застосовується в народній медицині в країнах Середньої Азії та на Кавказі; є невід'ємною частиною в аюрведичній медицині.
Родовища муміє трапляються в різних регіонах світу, які об'єднують специфічні природні умови з суворим кліматом.

## Термінологія
В різних краях цю речовину називають по-різному. На хінді, звідки назва перейшла до англійської мови, вона відома як шіладжіт (शिलाजीत). Англійською також називається чорним бітумом (англ. black bitumen) або мінеральною смолою (англ. mineral pitch). На пострадянському просторі ця речовина знана як муміє (слово грецького походження, споріднене з мумія).

## Зовнішній вигляд
Являє собою шматки різної форми і величини неоднорідної щільної, твердої маси з нерівною або зернистою, матовою або блискучою поверхнею, легко- або тугопластичної консистенції з включеннями рослинного, мінерального та тваринного походження в смолоподібній речовині, коричневого, темно-коричневого, чорного з блідо-сірими плямами кольору, специфічного запаху, в утворенні якого беруть участь гірські породи, ґрунт, рослини, тварини, мікроорганізми. Колірна гама може варіюватися від жовтувато-коричневого до чорного, залежно від складу. Темно-коричневе є більш поширеним. В альтернативній медицині чорний варіант вважається найбільш дієвим.

## Виникнення
До цих пір точно не вивчений процес його утворення та не з'ясовано — має муміє геологічне чи біологічне походження. Існує декілька гіпотез виникнення цієї речовини. Біологічна чи зоологічна пояснюють виникнення муміє полімеризацією відходів життєдіяльності та останків тварин і рослин в холодних сухих умовах, де їх розклад ускладнений. В утворенні муміє мають місце надзвичайно повільні (сотні й тисячі років) процеси, в яких мінерально-органічна маса надходить з поверхні та накопичується в порожнинах скель, печерах тощо. Інша, геологічна, версія описує джерелом муміє мантію Землі, звідки крізь тріщини в земній корі надходить вуглецева рідина. В такому випадку муміє вважається спорідненим з нафтою. Також можливе утворення вторинного муміє, що формується в кишечнику тварин, які поїдають первинне муміє геологічного походження.

## Родовища
Родовища муміє зустрічаються в багатьох регіонах світу: в Росії (Алтайські гори), Індії, Монголії, Ірані, Аравії, Індонезії, Австралії, М'янмі, Південній Америці, Китаї, Непалі, Афганістані, Бутані, та країнах північно-східної частини Африки; в СНД основні родовища знаходяться в Казахстані, Узбекистані і Киргизстані. Родовища муміє при широкій географії їх розміщення дуже рідкісні, а запаси сировини в них обмежені. Оскільки муміє розчиняється водою, то зрозуміло, що воно може зберегтись лише в сухому кліматі. Крім того, подібна речовина знайдена в регіонах Антарктиди. Для місць поширення муміє характерні: нестача кисню, підвищена ультрафіолетова радіація, сильні вітри, різкі коливання добової температури; фауна і флора більш, ніж бідні: різнотрав'я, лишайники, декілька видів дерев. В таких умовах тваринний світ не вирізняється різноманіттям — гризуни, кози, птахи і комахи. Діяльність мікроорганізмів помітно ослаблена, це сприяє муміфікації, полімеризації, затвердінню і тривалому збереженню різних органічних речовин.
Муміє має тенденцію до відновлення, проте тривалість його становить від 2 до 300 і більше років. Найстаріший вік муміє, визначений радіовуглецевим методом — п'ятнадцять тисяч років.
Первинне муміє найчастіше залягає на південних схилах. Тварини і птахи охоче поїдають муміє. Пропущене через їх кишечник муміє стає вторинним.

## Різновиди муміє
Склад муміє дуже непостійний. За місцем знаходження, а також зовнішнім виглядом розрізняються різновиди муміє:
- Копролітове (муміє-саладжі, памірське і алтайське муміє, муміє-асіль та ін.) — скам'янілі фіто- і зоорганічні залишки в суміші з уламками і жорствою скельних порід і ґрунтових утворень. Вміст екстрактивних речовин в копролітовому муміє коливається від 10 до і більше 30 %.
- Мумієносні брекчії — крупноуламкові гірські породи (частіше — тріщинуваті вапняки) зцементовані мумієносною глинистою масою. Вміст екстрактивних речовин — від 0,5 до 5,0 %.
- Евапоритове муміє — утворення у вигляді натікань, бурульок і блискучих чорних або сірих тьмяних, тонких плівок, що плямами покривають покрівлю та стіни печер, ніш, гротів та інших великих порожнин. Видобуток його складний і нерентабельний.

### Продукт
- Очищене від домішок і екстраговане муміє являє собою однорідну масу темно-коричневого або чорного кольору, еластичної консистенції, з блискучою поверхнею, своєрідним ароматичним запахом і гіркуватим смаком. Питома вага — 2-2,6 г/см³; температура плавлення — 81 °C; При зберіганні муміє поступово твердне за рахунок втрати вологи.

## Фальсифікація муміє

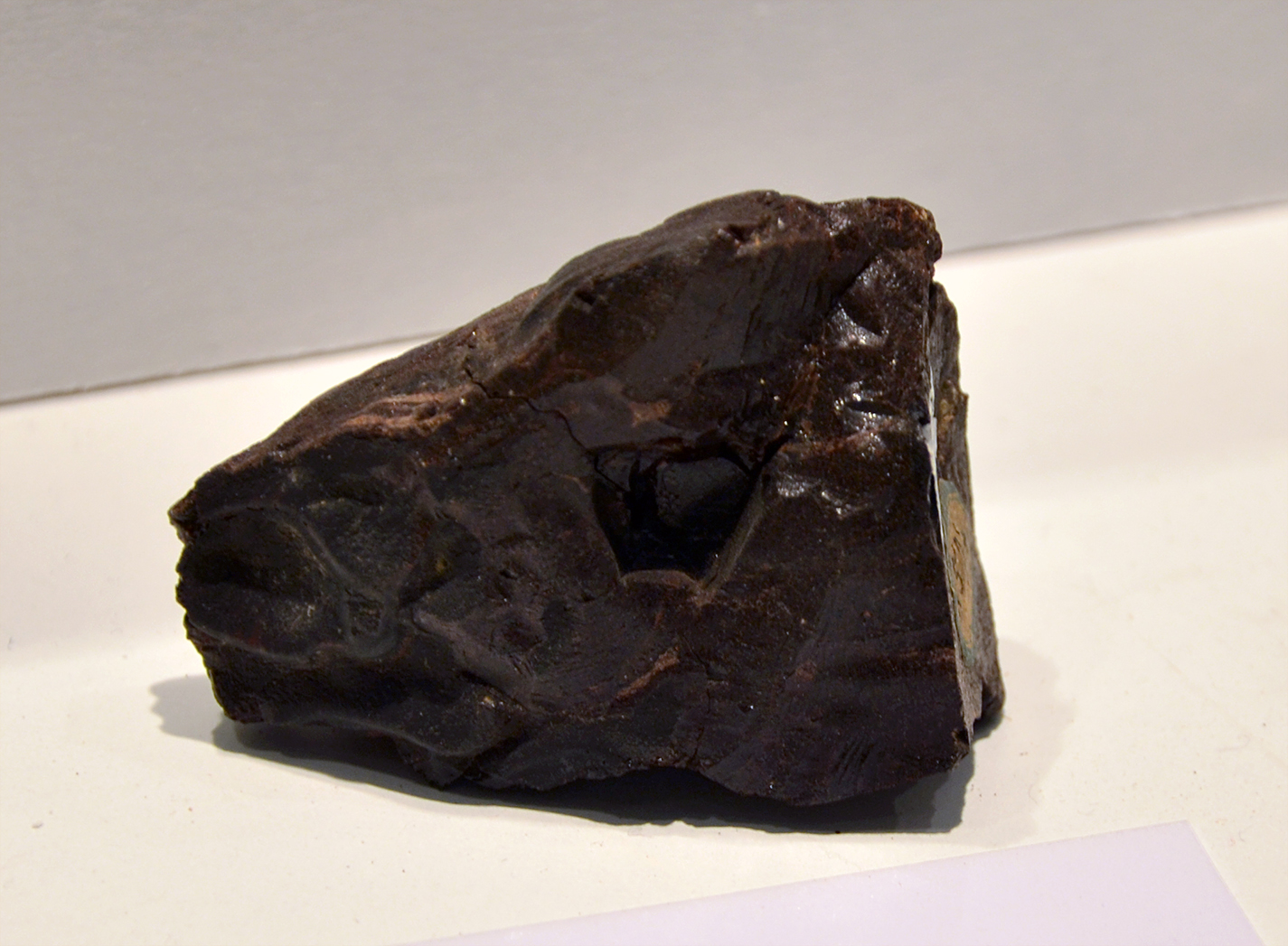
Озокерит зовні нагадує муміє

Найбільш часто зустрічаються фальсифікати муміє: суміші обліпихової олії, м'ясних консервів, сироватки крові, прополісу, паленого цукру, гумусового шару ґрунту Нечорнозем'я, глини, піску, посліду дрібних гризунів.
Встановити хімічним шляхом справжність муміє складно.
За часів перського царя Траетаони справжність муміє, як стверджує легенда, визначалася біологічним шляхом: по швидкості загоєння перелому у дрібних тварин після змащування області перелому сумішшю муміє з трояндовою олією. При якісному муміє перелом гоївся приблизно через добу. Аристотель лікував хворих муміє тільки після проби на його якість: розрізані частини печінки щойно зарізаного барана змащувалися муміє і з'єднувалися. Якщо муміє було чисте і якісне, то шматки печінки тут же злипалися.
При найпростішому способі експертизи розчиняють 0,1 г муміє (речовину, яку вважають ним) в 5 мл води і додають розведений луг. Розчин повинен залишитися незмінним. При додаванні кислот він повинен посвітліти і дати великий осад.
Більш надійним способом експертизи є виявлення біологічної активності.

### Муміоїди
Муміоїди — група природних утворень, що нагадують за зовнішнім виглядом муміє. Група включає в себе озокерит, селітру, фосилізованій рослинні смоли і камеді, гірський віск, біле, кам'яне і гірське масла, антарктичне муміє, лофор. Піддослідні щурі сліпнуть від муміоїдів на десятий день, їх печінка збільшується при цьому в декілька разів.

## Фізичні властивості
В поляризованому світлі дає склоподібно-раковинистий злам з численними гострокутними дрібними уламками, з характерним яскравим восковим (або смоляним) блиском. В поляризованому світлі, при 50-кратному збільшенні можна побачити голчасті кристали, розділені смолоподібною речовиною. Питома вага коливається від 1,8 до 2,2. На морозі, при −20 °C не замерзає, зберігаючи липкість і пластичність. Плавиться в інтервалі 80-200 °C, при 150—200 °C виділяє воду і вуглекислий газ. При 350—400 °C починається розпад і проходять складні хімічні перетворення. Повний розпад проходить при 600—700 °C, при подальшому нагріванні руйнується і мінеральна складова. На відкритому полум'ї муміє згорає без кіптяви і залишає за собою попелясто-сірий попіл. При тривалому зберіганні через втрату вологи муміє твердне.
Муміє добре розчиняється у воді (в співвідношенні 1:8), значно гірше в спирті (1:4500) і в ефірі (1:7000), практично не розчиняється в хлороформі. Водні і спиртові розчини піняться, але спиртові менше. Водні розчини — прозорі, бурого забарвлення. У водного розчину муміє коричневий колір, з відтінком міцної кави або темного пива; має гіркий смак і сильний специфічний запах, в якому відразу змішані запахи шоколаду, бітуму і тваринної підсилки. рН 0,5 % свіжоприготованого розчину від 6,7 до 7,0, а при тривалому зберіганні підвищується до 7,5. При зволожуванні муміє розм'якшується і утворює тістоподібну масу. Добре змішується з вазеліном, свинячим салом, ланоліном.

## Хімічний склад
У своєму складі має органічну і неорганічну частини і містить: водорозчинні форми макро- і мікроелементів калію, фосфору, кальцію, заліза і ін., органічні кислоти (глютамінова, гліцинова, петроселінова і багато інших).
Емпірична формула органічної складової С6Н6О8, і являє собою комплекс з'єднань з гідроксильними, карбонільними і альдегідними групами. Емпірична формула неорганічної частини така: CaSi (K, Na) 5C25H5O26. Але крім того, в муміє можуть бути знайдені численні мікроелементи.
З фармакологічної точки зору муміє містить вологу, мінеральну частину, білки, ліпіди, клітковину, воскові речовини, алкалоїди, амінокислоти і багато іншого.

## Наука і медичне застосування

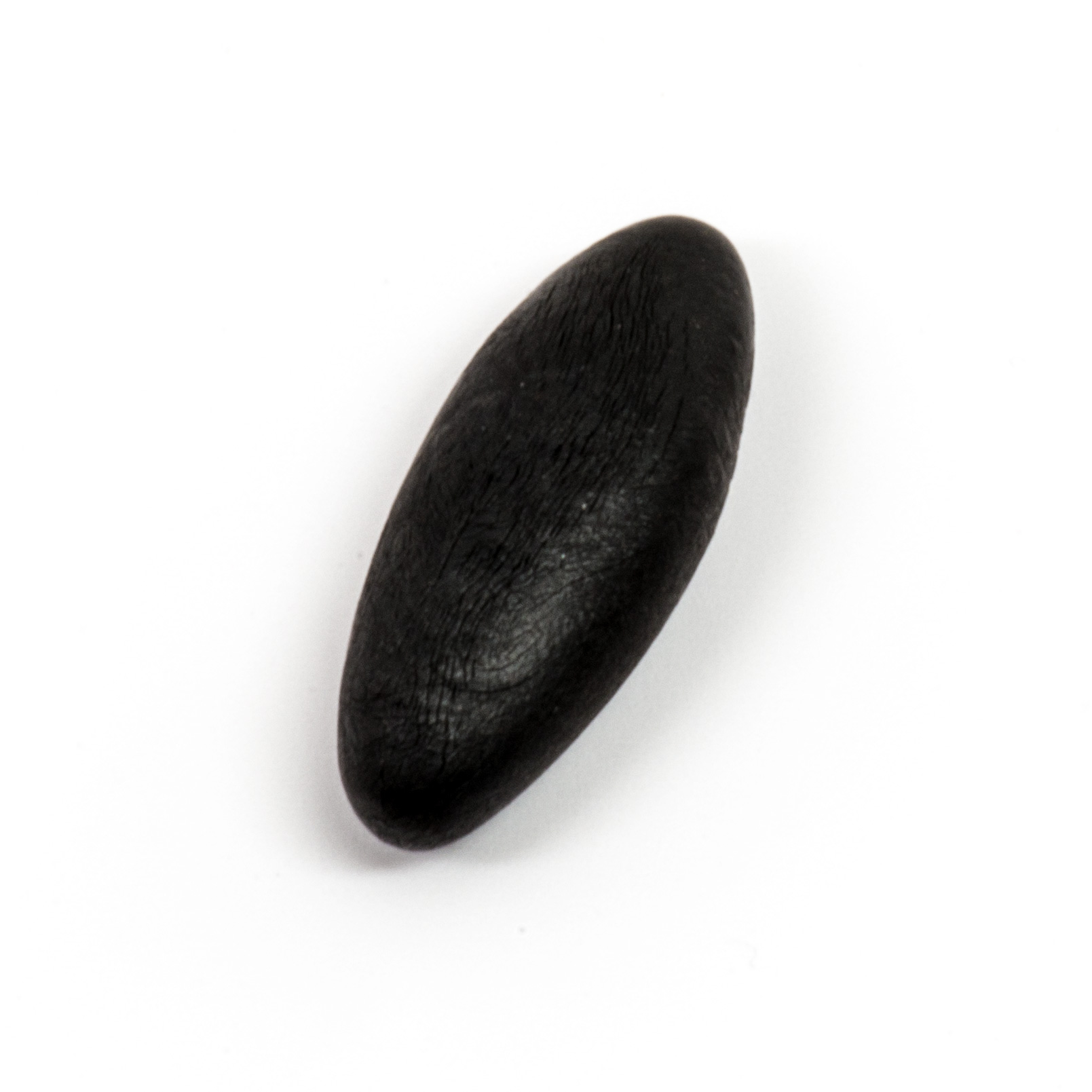
Очищене муміє

В Радянському Союзі Фармкомітет в 1965, 1970 і 1980 роках (тричі) дозволяв його клінічні дослідження, але завжди ухилявся від затвердження його лікарським засобом. Ташкентський хімфармзавод випустив лише двісті тисяч таблеток, виготовлених за народним способом переробки сировини: подрібнене муміє заливають десятикратним об'ємом дистиляту, після багаторазового зціджування і фільтрування розчин відганяють в вакуумвипарному апараті і висушують утворений екстракт, отримуючи гігроскопічний порошок з характерним запахом і різко-пекучим смаком.
В експериментальних і клінічних дослідженнях було показано його позитивну дію на відновлювальні процеси в тканинах, на роботу печінки і імунної системи, на процеси кровотворення. Проте ці результати, більша їх кількість, отримані на одиничних взірцях з різних місць, на препаратах, приготованих різними способами. Імуно-модулююча активність не витримала випробування і розглядається як недоведена.
Вважається, що терапевтичний ефект муміє визначається ауксинами, інгібіторами, хлорофілом, а також білками, стероїдами і жирними кислотами в пов'язці з іншими речовинами, органічними і мінеральними. Не виключено, що дія муміє зв'язана з полярними, добре розчинними в воді низькомолекулярними органічними з'єднаннями, які носять фізіологічно важливі елементи — кальцій, калій, магній. Можна вважати доведеним, що муміє відіграє роль біостимулятора, який відновлює внутрішні сили організму, ослабленого в результаті інфаркту міокарда, порушення коронарного кровообігу, тромбофлебіту, шлунково-кишкових захворювань, анемії і інших захворювань. Існують дані про успішне застосування препаратів муміє в онкології.
Достовірно відомо, що будь-які види муміє мають ту чи іншу біологічну активність, що речовина не токсична, не мутагенна, не канцерогенна, і нешкідливими є дози набагато вищі від терапевтичних.
В деяких випадках муміє може викликати подразнення шкіри і слизової оболонки, а смертельна доза при прийомі всередину становить 6000 мг/кг.
Муміє стимулює активність лейкоцитів в людини і кролика, причому 10%-ий розчин стимулює слабо, а 0,1%-ий — сильно. 5-10%-і розчини сибірського муміє володіють чіткими антибактеріальними властивостями, і особливо активні вони по відношенню стафілококів. Така дія розчину знижується при збільшенні мікробного навантаження стафілококами. Ці бактерицидні властивості з якими-небудь біологічними властивостями не зв'язані.
Станом на 1990 рік в Радянському Союзі було знято фільм про муміє, захищено двадцять дисертацій, в тому числі 5 докторських.

## Цікаві факти
- Прокуратура СРСР вела справу про спекуляції муміє в Чорнобилі.[3]
- Станом на 2015 рік муміє у вигляді комерційного продукту (як «дієтична добавка») випускає ТОВ «Біовіт» (Киргизстан)